# Episodi de L'albero delle mele (settima stagione)
La settima stagione della sitcom L'albero delle mele è stata trasmessa negli Stati Uniti dal 14 settembre 1985 al 10 maggio 1986. Mackenzie Astin e George Clooney appaiono su base ricorrente e vengono inseriti nella sigla iniziale quando sono presenti. In Italia la stagione è inedita.
| N° | Titolo originale                                          | Titolo italiano | Prima TV USA      | Prima TV Italia |
| -- | --------------------------------------------------------- | --------------- | ----------------- | --------------- |
| 1  | Out of the Fire                                           |                 | 14 settembre 1985 | Inedito         |
| 2  | Into the Frying Pan                                       |                 | 21 settembre 1985 | Inedito         |
| 3  | Grand Opening                                             |                 | 28 settembre 1985 | Inedito         |
| 4  | Teacher, Teacher                                          |                 | 5 ottobre 1985    | Inedito         |
| 5  | Men for All Seasons                                       |                 | 19 ottobre 1985   | Inedito         |
| 6  | A New Life                                                |                 | 26 ottobre 1985   | Inedito         |
| 7  | Doo-Wah                                                   |                 | 2 novembre 1985   | Inedito         |
| 8  | Come Back to the Truck Stop, Natalie Green, Natalie Green |                 | 9 novembre 1985   | Inedito         |
| 9  | Born Too Late                                             |                 | 16 novembre 1985  | Inedito         |
| 10 | 3, 2, 1                                                   |                 | 23 novembre 1985  | Inedito         |
| 11 | We Get Letters                                            |                 | 30 novembre 1985  | Inedito         |
| 12 | Ballroom Dance                                            |                 | 7 dicembre 1985   | Inedito         |
| 13 | Christmas Baby                                            |                 | 14 dicembre 1985  | Inedito         |
| 14 | Tootie Drives                                             |                 | 21 dicembre 1985  | Inedito         |
| 15 | Stake-Out Blues                                           |                 | 11 gennaio 1986   | Inedito         |
| 16 | The Agent                                                 |                 | 18 gennaio 1986   | Inedito         |
| 17 | The Reunion                                               |                 | 1 febbraio 1986   | Inedito         |
| 18 | Concentration                                             |                 | 8 febbraio 1986   | Inedito         |
| 19 | Atlantic City                                             |                 | 15 febbraio 1986  | Inedito         |
| 20 | The Lady Who Came to Dinner                               |                 | 22 febbraio 1986  | Inedito         |
| 21 | The Candidate                                             |                 | 1 marzo 1986      | Inedito         |
| 22 | Big Time Charlie                                          |                 | 29 marzo 1986     | Inedito         |
| 23 | The Graduate                                              |                 | 3 maggio 1986     | Inedito         |
| 24 | The Apartment                                             |                 | 10 maggio 1986    | Inedito         |

## Out of the Fire
- Diretto da: John Bowab
- Scritto da: Paul Haggis

### Trama
Le ragazze ritornano a Peekskill alla fine delle vacanze estive e scoprono che la casa e il negozio della signora Garrett sono stati distrutti da un incendio.
- Guest stars: Mackenzie Astin (Andy Moffett), Robert DoQui (Jack Humphries) e Armin Shimerman (Signor Smith).

## Into the Frying Pan
- Diretto da: John Bowab
- Scritto da: Deidre Fay e Stuart Wolpert

### Trama
La signora Garrett e le ragazze decidono di aprire un negozio di souvenir ma devono trovare un appaltatore da assumere. Viene scelto un economico e attraente carpentiere, George Burnett, anche se il ragazzo non sembra soddisfare le aspettative della signora Garrett.
- Guest stars: George Clooney (George Burnett), Dave Shelley (Zeke), Richard Brestoff (Armand), Jerry Anderson (Jones), Laura Esterman (Signorina Resnick) e Stuart Fratkin (Fattorino).

## Grand Opening
- Diretto da: John Bowab
- Scritto da: Bob Bendetson e Howard Bendetson

### Trama
La signora Garrett e le ragazze inaugurano finalmente il loro nuovo negozio, chiamato Over Our Heads.
- Guest stars: Mackenzie Astin (Andy Moffett), George Clooney (George Burnett), Greg Monaghan (Joe Kramer), Ruth Gillette (Ruth), Eve Smith (Eve), Thomas Hill (Clark), Douglas Warhit (Otto), Lenora May (Lily), Paul Comi (Phillips), Sarah Abrell (Cliente) e Patrick Cleary (Signore).

## Teacher, Teacher
- Diretto da: John Bowab
- Scritto da: Bruce Ferber, David Lerner, Cheri Eichen e Bill Steinkellner

### Trama
Jo deve scegliere se continuare a percorrere la strada per diventare insegnante oppure accettare un'offerta di lavoro presso un'azienda che si occupa di informatica.
- Guest stars: Irene Tedrow (Grace), Ian Giatti (Stanley), Joyce Bulifant (Margaret), Hakeem (Ralph), Penina Segall (Emily), Dinah Lacey (Jenny), Jason Bernard (Frank) e John DeMita (Signor Horn).

## Men for All Seasons
- Diretto da: John Bowab
- Scritto da: Fredi Towbin e Larry Strauss

### Trama
Una rappresentante di Langley intima alla signora Garrett di interrompere la vendita del calendario della squadra maschile di nuoto.
- Guest stars: Mackenzie Astin (Andy Moffett), George Clooney (George Burnett), Yves Andres Martin (Denny), John D. LeMay (Bruce), Sandra Evigan (Susie), Frances Megan (Jill) e Jane Kean (Signorina Andrews).

## A New Life
- Diretto da: John Bowab
- Scritto da: Linda Elstad

### Trama
Blair viene a sapere che sua madre è incinta ma non vuole tenere il bambino.
- Guest stars: George Clooney (George Burnett), Marj Dusay (Monica Warner) e Peter Michael Goetz (Fred Burnett).

## Doo-Wah
- Diretto da: John Bowab
- Scritto da: Bob Bendetson e Howard Bendetson

### Trama
Andy coinvolge le ragazze in un concorso di canto le cui vincitrici potranno conoscere El DeBarge e cantare con lui. Nel frattempo, la signora Garrett studia la letteratura russa.
- Guest stars: Mackenzie Astin (Andy Moffett), George Clooney (George Burnett), El DeBarge (Sé stesso), Siedah Garrett (Rhonda), Murphy Dunne (Barry), Lee Wilson (Stacy) e Ray Combs (Tecnico).

## Come Back to the Truck Stop, Natalie Green, Natalie Green
- Diretto da: John Bowab
- Scritto da: Michael Maurer

### Trama
Natalie compone una storia che ha per protagoniste la signora Garrett, le sue amiche e George.
- Guest stars: George Clooney (George Burnett), Charo (Sé stessa), Randal Patrick (Bill), Gary Lee Davis (Homer) e Connie Danese (Cameriera).

## Born Too Late
- Diretto da: John Bowab
- Scritto da: Bob Brush

### Trama
Tootie aiuta Andy a prepararsi per un provino e scopre che il ragazzo ha una cotta per lei.
- Guest stars: Mackenzie Astin (Andy Moffett), Elizabeth Kerr (Edna Fisher) e Jerome Courshon (Cliente).

## 3, 2, 1
- Diretto da: John Bowab
- Scritto da: Paul Haggis

### Trama
Blair e Jo devono realizzare un servizio per la stazione televisiva di Langley e, con l'aiuto della signora Garrett, di Tootie, Natalie, Andy e George, trasmettono un dietro le quinte del loro negozio.
- Guest stars: Mackenzie Astin (Andy Moffett), George Clooney (George Burnett), Suzanne Snyder (Penny Caminiti), Bo Anthony (Cam), Phil Redrow (Professor Jordan), Bill Collins (Cameraman), Kerry Remsen (Direttore di scena) e Jeffrey Fox (Direttore).

## We Get Letters
- Diretto da: John Bowab
- Scritto da: Susan Beavers, Deidre Fay e Stuart Wolpert

### Trama
La signora Garrett rivede una sua vecchia amica, Gwen. La donna la accusa di aver avuto una relazione con il suo defunto marito dopo aver trovato alcune lettere che i due si scambiavano da quindici anni.
- Guest stars: Mackenzie Astin (Andy Moffett), George Clooney (George Burnett), Anne Jackson (Gwen), Casey King (Jim) e Jane Anderson (Karen).

## Ballroom Dance
- Diretto da: John Bowab
- Scritto da: Deidre Fay, Stuart Wolpert e Carlo Allen

### Trama
Jo decide di prendere lezioni di ballo da sala.
- Guest stars: Mackenzie Astin (Andy Moffett), George Clooney (George Burnett), Alan Campbell (Chuck), Andre Tayir (Jack), Barbara Arms (Edie), Nat Bernstein (Signor Nathan), Jean Sincere (Signora Solomon) e Diane Racine (Signora Flynn).

## Christmas Baby
- Diretto da: John Bowab
- Scritto da: David Lerner e Bruce Ferber

### Trama
La madre di Blair entra in travaglio sei settimane prima del previsto e il giorno di Natale dà alla luce Bailey, la sua seconda figlia.
- Guest stars: Mackenzie Astin (Andy Moffett), George Clooney (George Burnett), Marj Dusay (Monica Warner), Patrik Baldauff (Doc), Bill Applebaum (Mitch), Francesca Roberts (Vera) e Noelle North (Bailey).

## Tootie Drives
- Diretto da: John Bowab
- Scritto da: Paul Haggis e Stuart Wolpert

### Trama
Tootie deve affrontare l'esame della patente e chiede alla signora Garrett e alle ragazze di aiutarla a esercitarsi alla guida dell'auto.
- Guest stars: Mackenzie Astin (Andy Moffett), Jake Jundef (Derek), Paul Nesbitt (Signor Crawley), Laura Waterbury (Signora Crawley) e Richard McKenzie (Esaminatore).

## Stake-Out Blues
- Diretto da: John Bowab
- Scritto da: Jake Weinberger e Michael Weinberger

### Trama
Un detective vuole pianificare un appostamento nel negozio e le ragazze, non volendo allarmare la signora Garrett, preferiscono non parlarle della situazione.
- Guest stars: Mackenzie Astin (Andy Moffett), George Clooney (George Burnett), Ann Nelson (Sarah), Arthur Malet (Max), John C. Becher (Everett) e Demetre Phillips (Detective Scott).

## The Agent
- Diretto da: John Bowab
- Scritto da: Jack Elinson

### Trama
Tootie conosce un aspirante comico e gli propone di diventare la sua agente e organizzare uno spettacolo. Nel frattempo, Blair e Jo cercano di preparare dei biscotti con la ricetta della signora Garrett.
- Guest stars: Mackenzie Astin (Andy Moffett), Jim McCawley (Sé stesso), Jeffrey Joseph (Robert Davis) e Tyler Linkin (Giocoliere).

## The Reunion
- Diretto da: John Bowab
- Scritto da: Racelle Friedman

### Trama
George vuole far ingelosire la sua vecchia cotta delle superiori e Blair deve fingere di essere la sua compagna, anche se all'ultimo minuto le subentra Jo.
- Guest stars: Mackenzie Astin (Andy Moffett), George Clooney (George Burnett), Grant Heslov (Jonathan Spencer), Mike Pniewski (Crusher), Harry Basil (Howie) e Liz Keifer (Belinda).

## Concentration
- Diretto da: John Bowab
- Scritto da: Martha Williamson

### Trama
Blair rimane intrappolata in ascensore con la piccola Bailey e un superstite di un campo di concentramento.
- Guest stars: Mackenzie Astin (Andy Moffett), Nehemiah Persoff (Sam) e Georgia Schmidt (Anziana).

## Atlantic City
- Diretto da: John Bowab
- Scritto da: Paul Haggis

### Trama
Durante una breve trasferta ad Atlantic City, Blair si fa coinvolgere dal gioco d'azzardo e Jo incontra Flyman, il ragazzo conosciuto in Florida diversi mesi prima.
- Guest stars: Mackenzie Astin (Andy Moffett), Michael Damian (Flyman), Aaron Seville (Colin), Gloria Rusch (Gloria), Ed Galloway (Ed), Kim Morgan Green (Morgan), Tom Dreesen (Signor Julius) e B.J. Turner (Dealer).

## The Lady Who Came to Dinner
- Diretto da: John Bowab
- Scritto da: Bart Lindsay, Robert Billson e Patrick Cleary

### Trama
Un'anziana signora ingaggiata per la festa di compleanno di Blair si stabilisce in casa con le ragazze e sembra non volersene più andare.
- Guest stars: Mackenzie Astin (Andy Moffett), George Clooney (George Burnett), Betty Kean (Louise Le Beau), Cristopher Carroll (Stanley) e Cristy Dawson (Francine).

## The Candidate
- Diretto da: Valentine Mayer
- Scritto da: Michael Maurer

### Trama
Natalie si candida alle elezioni locali e gareggia contro il sindaco uscente.
- Guest stars: Mackenzie Astin (Andy Moffett), Michael Orion (Bob), Thom Sharp (Sindaco Callahan) e Barry Cutler (Giornalista).

## Big Time Charlie
- Diretto da: Steven Robman
- Scritto da: Bob Myer e Bob Young

### Trama
Il padre di Jo ha vinto dei soldi e vuole dare alla figlia tutto ciò che non ha ricevuto prima. Nel frattempo, Natalie rientra da un viaggio e scopre di aver preso la valigia sbagliata.
- Guest stars: Mackenzie Astin (Andy Moffett), Alex Rocco (Charlie Polniaczek) e Gary Erwin (Fattorino).

## The Graduate
- Diretto da: John Bowab
- Scritto da: Barry Vigon

### Trama
La signora Garrett ritorna in città e apprende che Tootie ha intenzione di non proseguire gli studi per partecipare a una tournée mentre Natalie è in cerca di un appartamento dove potersi trasferire e scrivere in pace.
- Guest stars: Mackenzie Astin (Andy Moffett), Chip Fields (Diane Ramsey), Noelle Harling (Leslie), Stephen Breithaupt (Cameriere), Charles Summers (Presidente) e Brian Greene (Fisarmonicista).

## The Apartment
- Diretto da: John Bowab
- Scritto da: Jane Anderson

### Trama
Tootie e Natalie si trasferiscono in un nuovo appartamento e si rendono conto che vivere da sole non è così facile come pensavano.
- Guest stars: Eugene Lebowitz (Lenny) e Lu Leonard (Estelle).